# Joaquín Hernández García
Joaquín Hernández García (nació el 1 de febrero de 1971 en Xaltocan, Tlaxcala) es un exfutbolista mexicano que se desempeñaba como lateral por izquierda. Debutó con el Club América y se retiró con Dorados de Sinaloa en la Primera División de México.
El "Quino" fue uno de los jugadores que más elogió César Luis Menotti cuando fue seleccionador nacional. Olímpico mexicano en los Juegos Olímpicos de Barcelona 1992. 

## Trayectoria
Surgió en el Club América; para la Temporada 1996-1997 emigró al Club Puebla; jugó con Tigres en el Verano 2000. 
Llegó a La Piedad en junio del 2000. Permaneció con los Reboceros en la Primera División A' durante un año, hasta que el equipo michoacano ascendió al Máximo Circuito para el Invierno 2001.
Pasó a Jaguares de Chiapas en el Apertura 2002 y a Club Puebla en el Clausura 2003. Para la Temporada 2003-2004 retornó a la Primera A para jugar con Dorados de Sinaloa; con el conjunto Aurinegro logró el ascenso para el Apertura 2004.

## Estadísticas

### Clubes
| Club América · México                                                                             | 1.ª                 |                     |     |   |    |   |   |   |     |   |
| Club América · México                                                                             | 1.ª                 | 1990-91             | 11  | 0 | 5  | 1 | 2 | 0 | 18  | 1 |
| Club América · México                                                                             | 1.ª                 | 1991-92             | 11  | 0 | 4  | 0 | - | - | 15  | 0 |
| Club América · México                                                                             | 1.ª                 | 1992-93             | 17  | 0 | -  | - | 4 | 1 | 21  | 1 |
| Club América · México                                                                             | 1.ª                 | 1993-94             | 33  | 2 | -  | - | - | - | 33  | 2 |
| Club América · México                                                                             | 1.ª                 | 1994-95             | 6   | 0 | 1  | 0 | - | - | 7   | 0 |
| Club América · México                                                                             | 1.ª                 | 1995-96             | 6   | 0 | 0  | 0 | - | - | 6   | 0 |
| Club América · México                                                                             | 1.ª                 | Total               | 84  | 2 | 10 | 1 | 6 | 1 | 100 | 4 |
| Club Puebla · México                                                                              | 1.ª                 |                     |     |   |    |   |   |   |     |   |
| Club Puebla · México                                                                              | 1.ª                 | 1996-97             | 28  | 0 | 5  | 1 | - | - | 33  | 1 |
| Club Puebla · México                                                                              | 1.ª                 | 1997-98             | 32  | 0 | -  | - | - | - | 32  | 0 |
| Club Puebla · México                                                                              | 1.ª                 | 1998-99             | 30  | 1 | -  | - | - | - | 30  | 1 |
| Club Puebla · México                                                                              | 1.ª                 | 2003                | 12  | 1 | -  | - | - | - | 12  | 1 |
| Club Puebla · México                                                                              | 1.ª                 | Total               | 102 | 2 | 5  | 1 | - | - | 107 | 3 |
| Tigres · México                                                                                   | 1.ª                 |                     |     |   |    |   |   |   |     |   |
| Tigres · México                                                                                   | 1.ª                 | 2000                | 7   | 0 | -  | - | - | - | 7   | 0 |
| Tigres · México                                                                                   | 1.ª                 | Total               | 7   | 0 | -  | - | - | - | 7   | 0 |
| La Piedad · México                                                                                | 2.ª                 |                     |     |   |    |   |   |   |     |   |
| La Piedad · México                                                                                | 2.ª                 | 2000-01             | 36  | 2 | -  | - | - | - | 36  | 2 |
| La Piedad · México                                                                                | 1.ª                 | 2001-02             | 35  | 0 | -  | - | - | - | 35  | 0 |
| La Piedad · México                                                                                | 1.ª                 | Total               | 71  | 2 | -  | - | - | - | 71  | 2 |
| Jaguares de Chiapas · México                                                                      | 1.ª                 |                     |     |   |    |   |   |   |     |   |
| Jaguares de Chiapas · México                                                                      | 1.ª                 | 2002                | 13  | 0 | -  | - | - | - | 13  | 0 |
| Jaguares de Chiapas · México                                                                      | 1.ª                 | Total               | 13  | 0 | -  | - | - | - | 13  | 0 |
| Dorados de Sinaloa · México                                                                       | 2.ª                 |                     |     |   |    |   |   |   |     |   |
| Dorados de Sinaloa · México                                                                       | 2.ª                 | 2003-04             | 27  | 0 | -  | - | - | - | 27  | 0 |
| Dorados de Sinaloa · México                                                                       | 1.ª                 | 2004                | 2   | 0 | -  | - | - | - | 2   | 0 |
| Dorados de Sinaloa · México                                                                       | 1.ª                 | Total               | 29  | 0 | -  | - | - | - | 29  | 0 |
| Total en su carrera                                                                               | Total en su carrera | Total en su carrera | 306 | 6 | 15 | 2 | 6 | 1 | 327 | 9 |
| (1)Incluye datos de la Copa México. (2)Incluye datos de la Copa Campeones CONCACAF (1990 y 1992). |                     |                     |     |   |    |   |   |   |     |   |

## Selección nacional
Fue miembro de la Selección mexicana que participó en los Juegos Olímpicos de Barcelona 1992 en Barcelona, España. 
Jugó 2 veces con la selección absoluta, haciendo su debut el 22 de octubre de 1992 en un partido amistoso contra Croacia.

### Categorías menores
Sub-23
| Torneo                   | Sede   | Resultado    |
| ------------------------ | ------ | ------------ |
| Juegos Olímpicos de 1992 | España | Primera fase |

### Absoluta
Partidos internacionales
| # | Fecha                    | Rival   | Sede        | Estadio                       | Resultado | Competición |
| - | ------------------------ | ------- | ----------- | ----------------------------- | --------- | ----------- |
| 1 | 22 de octubre de 1992    | Croacia | Zagreb      | Estadio Maksimir              | 0-3       | Amistoso    |
| 2 | 22 de septiembre de 1993 | Camerún | Los Ángeles | Los Angeles Memorial Coliseum | 1-0       | Amistoso    |

## Palmarés
Campeonatos nacionales
| Título               | Club               | Año     |
| -------------------- | ------------------ | ------- |
| Primera División 'A' | La Piedad          | 2001    |
| Campeón de Ascenso   | La Piedad          | 2000-01 |
| Primera División 'A' | Dorados de Sinaloa | 2003    |
| Campeón de Ascenso   | Dorados de Sinaloa | 2003-04 |